# Disjunction
《Disjunction》是一款賽博朋克隱身動作角色扮演遊戲，背景為2048年紐約市反烏托邦地下世界。體驗由三個可玩角色的命運所交織而成的反應式故事情節，努力查出不幸的真相，永遠改變城市的命運。